# Hút mật lưng đen
Leptocoma calcostetha là một loài chim trong họ Nectariniidae.